# オルソケラトロジー
オルソケラトロジー（Orthokeratology）は、特殊なカーブデザインが施されたハードコンタクトレンズを装用することで角膜形状を変形して矯正し、主に近視などの眼科的屈折異常を治療する角膜矯正療法。オルソは矯正、ケラトは角膜、ロジーは学問・療法を意身する。オルソケー（Ortho-K）、オルソKとも略され、レンズの名前からオルソレンズとも呼ばれる。

## 特徴
従来の眼科的近視屈折矯正手術と異なり非侵襲的であり、酸素透過性の高い特殊なハードコンタクトレンズを夜間、主に就寝中に装用することで角膜形状を矯正し、レンズを外した後も一定期間裸眼視力を維持できることが特徴である。具体的には、夜に寝ている間、角膜を圧迫する特殊なハードコンタクトレンズを装着して角膜の形を平らに変える。この角膜の変化は、朝、起きた後にコンタクトレンズを外してもしばらくは持続するため、日中は裸眼でも、近視や乱視が矯正された状態を維持できる。
なお、時間が経つと角膜の形は徐々に元に戻るため、効果は永続せず、視力は数日すると元に戻る。効果が持続する時間は個人差があり、毎日装用する必要がある者もいれば、1週間に2〜3回の装用する者、1週間に1回で充分という者もいるため、個人差が大きい。ただし、多くの場合、1日に1回はコンタクトレンズを付ける必要がある。視力の戻り方は、いきなり戻るのではなく、徐々に戻っていく。
起きている間はコンタクトレンズを外し、日中裸眼で活動できるため、ラグビーやアメリカンフットボール、格闘技などの接触競技や、野球、サッカーなどの砂塵の多い屋外環境下競技、また水中で活動する水泳やスキューバダイビングなど、スポーツ中の矯正方法としても適応する。
なお、近視と、軽度の乱視の矯正は可能であるが、遠視の矯正はできない。また、適応可能かどうかは個人差があり、あまりに強度の近視には対応できない可能性もある。角膜が柔らかい未成年者と相性がよく、また近視の進行を遅らせるとの報告がある。
日本眼科学会は、オルソケラトロジーのガイドラインにて、長期予後についてはなお不確定な要素があることを理由に「患者本人の十分な判断と同意を求めることが可能で、親権者の関与を必要としないという趣旨から、法的強制力はないが、適応可能な年齢を20歳以上とする｣としている。しかし、このガイドラインは法的なものではなく、実際の利用者は未成年に多いとされ、眼科医など9施設でレンズを使った約400人を調べたところ、6割近くが未成年だったという調査もある。このガイドラインは、2017年より「20歳未満は慎重処方とする」と改正されており、「保護者の監督のもと、レンズの装用と管理が適切に行われている確認」が必要としつつ、容認に転じている。
レーシックと異なり、眼球への手術は不要である。しかし、毎晩（もしくは数日おきに）レンズを装着する必要がある。また、レンズの寿命が2〜3年なので買い替えが必要で、コンタクトレンズであるため保存液などのコストも掛かる。コンタクトレンズを睡眠中に装着するという方法なので、角膜に影響が出る可能性もあるため、視力等に不具合がなくとも定期的な眼科への検診が推奨されている。
レーシック手術を受けた場合、角膜の形状が削られて平らになるため、手術後にオルソケラトロジーを使用しようとしても、効果が出にくくなる恐れがある。
副作用として、夜に、信号の光や電灯などがにじんで見える夜間グレアや、乱視が強い者では、治療過程で乱視のバランスが変化して、一時的に乱視が強くなる残余乱視などがある。これらはレンズを調整して、治療の過程で解消していく。また、レンズの取り扱いが不衛生であったり、医師からの指示に反する不適切な装用方法を続けた場合には、通常のハードコンタクトレンズと同様に、角膜炎を始めとして、角膜に関する病気・障害のリスクがある。また、視力は時間がたつごとに、徐々に戻っていくため、夕方以降は裸眼では車の運転が難しくなる事がある。このため、眼鏡を持ち歩くなどの対策が必要となってくる。また、睡眠時間が短い、つまりコンタクトレンズを装着している時間が短いと、効果が出にくくなる。また、コンタクトレンズがずれた場合でも、外した後に十分な視力が出ない場合がある。

## 歴史
1940年代に開発されたコンタクトレンズは1950年代に広く普及したが、患者がハードコンタクトレンズを外した後に眼鏡をかけるとかすみ感を訴えるという現象が起こった。これは角膜よりもフラットなベースカーブをもったコンタクトレンズをフィッティングさせることにより、角膜が平坦になったため、その分だけ角膜の屈折率が変化したために起こった現象であった。Dr.Wesleyらはこれを「スペクタクルブラー」と名づけ、MayやGrantなどの眼科医たちの研究や酸素透過性の高いレンズ素材の開発などによってオルソケラトロジー技術に発展する。1989年にWoldygaはより効率的なオルソケラトロジー効果をもたらすレンズデザインを開発する。
アメリカでは2000年頃に製品化される。2004年に米国Euclid Systems CorporationのEmeraldレンズが、Overnight Wear（夜間装用）としてFDAに承認された。これを受けて、日本では欧米人に比べて平面的な角膜を持つ日本人に合わせたレンズの研究が開始された。日本においては、2009年4月に厚生労働省の承認を取得している。
現在、日本国内で厚生労働省から承認を得ているメーカーは下記3社の製品である。
- SEED - ブレスオーコレクト[14]

- テクノピア - マイエメラルド[15]

- メニコン - メニコンオルソK[16]